# 秩父路
秩父路（ちちぶじ）は、秩父鉄道が秩父本線で運行する急行列車の名称。

## 運行概況
秩父鉄道唯一の速達列車。主に朝夕に運転され、ビジネス急行としての性格が強いが、秩父への観光客輸送の一端も担う。車両は原則としてクロスシートを装備した6000系が使用されている。
全車自由席。急行料金は大人300円・小児100円で（2024年10月1日改定）、立席の場合であっても急行券が必要となる（このほかに急行回数券・急行定期券〈大人のみ〉の設定もある）。ただし、野上駅 - 長瀞駅間、秩父駅 - 御花畑駅 - 影森駅間のみを利用する場合、急行料金は不要となっている。
一部の列車は先行の普通列車を追い越すダイヤが組まれている。
また、観光シーズンやイベント開催時には、「秩父路」の愛称を変更して運行する場合がある。主なものは下記のとおりである。
- 1月1日 - 3日：「開運」号
- 1月中旬 - 2月中旬：「ロウバイ」号
- 3月下旬 - 4月上旬：「さくら」号
- 4月下旬 - 5月上旬：「芝桜」号
- 7月20日：「秩父川瀬祭」号
- 11月「ちちぶ荒川新そばまつり」開催日：「そばまつり」号
- 12月3日：「秩父夜祭」号

「さくら」号と「そばまつり」号は武州中川駅に臨時停車する。また、「開運」号、「ロウバイ」号、「芝桜」号として運行される場合、駅窓口販売分の急行券はイラスト入りのものが発行される。

## 停車駅
（羽生駅 - 行田市駅 - ）熊谷駅 - 武川駅 - ふかや花園駅 - 寄居駅 - 野上駅 - 長瀞駅 - 皆野駅 - 秩父駅 - 御花畑駅 - 影森駅（ - 三峰口駅）
- （）内は土休日のみ運転。

## 使用車両
現用車両
- 6000系3両編成 - 旧：西武鉄道101系（新101系）、2006年3月15日から運用開始
  - 非常時には5000系、7000系、7500系などが代走する（遜色急行#私鉄の有料急行列車における事例も参照）。

過去の使用車両
- 3000系3両編成 - 旧：JR東日本165系、2006年11月25日運用終了
- 300系2両編成（中間車増備により3両編成） - 自社車両、1992年10月25日運用終了

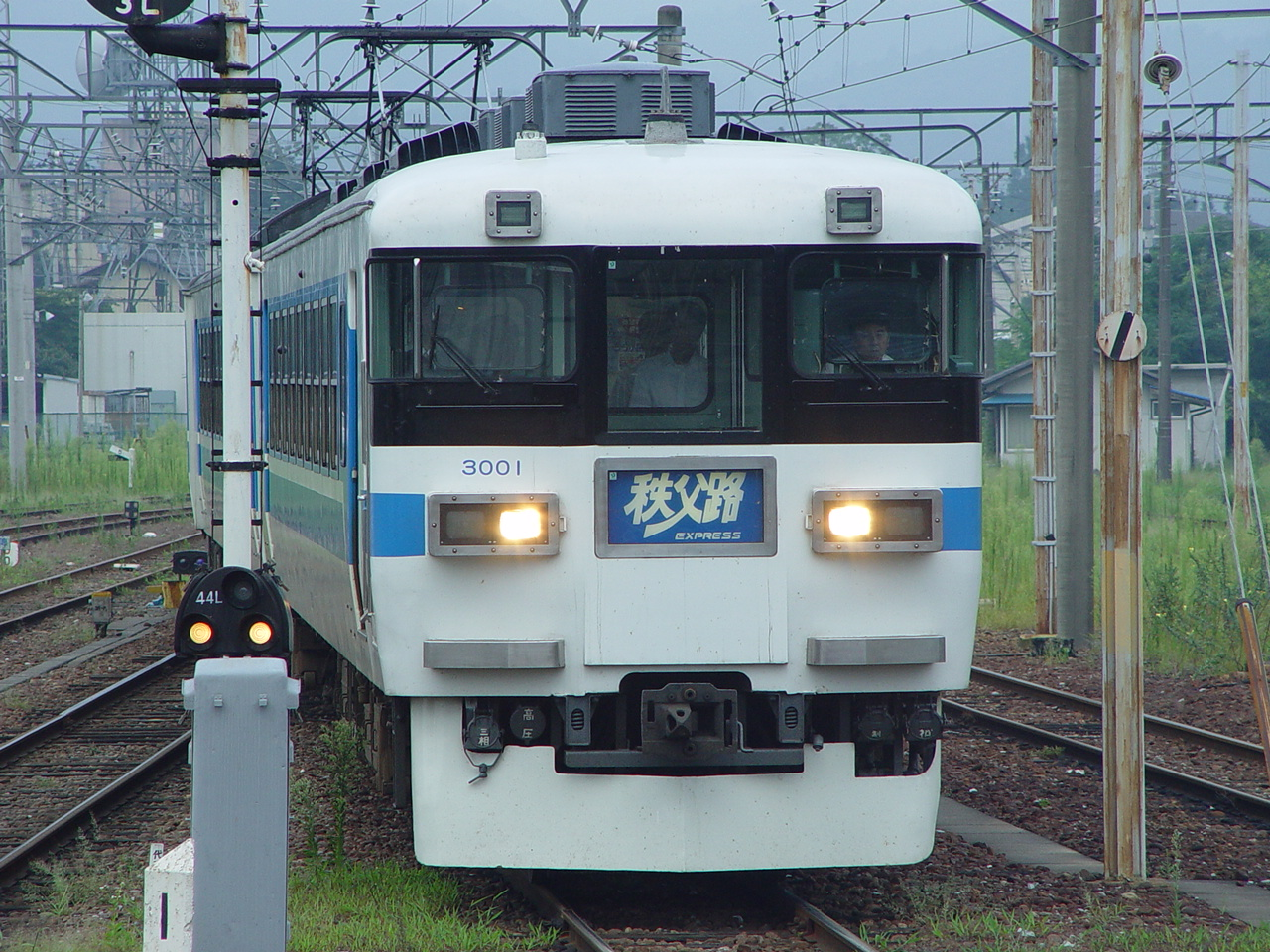
急行「秩父路」（3000系・2006年まで運用）
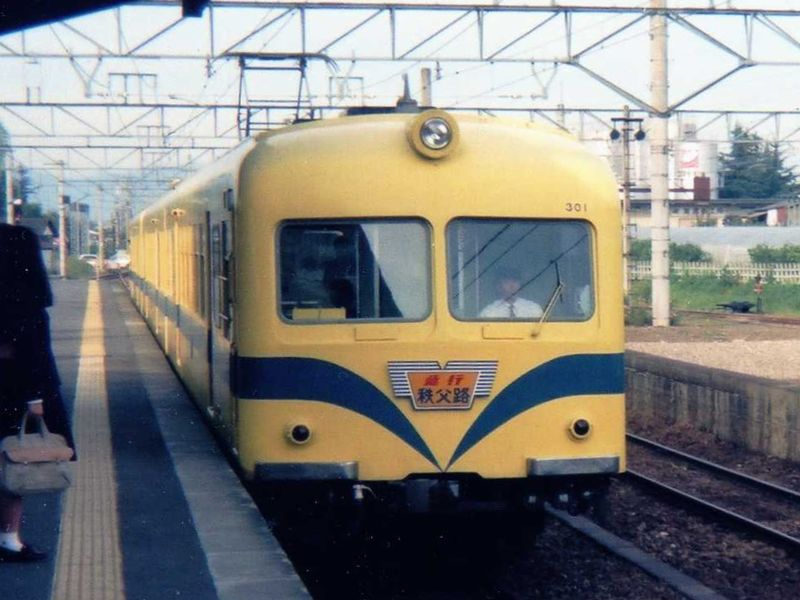
急行「秩父路」（300系・1992年まで運用）

## 沿革
- 1969年（昭和44年）10月1日：熊谷駅 - 三峰口駅間で運転開始[1]
- 1985年（昭和60年）3月14日：準急を格上げする形で、上りのみ影森始発を設定、影森 - 御花畑間は普通扱い
- 1986年（昭和61年）11月1日：ダイヤ改正により武川駅に停車
- 1992年（平成4年）：300系の老朽化に伴い、使用車種を3000系に変更
- 1998年（平成10年）3月26日：ダイヤ改正により野上駅に停車
- 2005年（平成17年）：羽生駅乗り入れ開始
- 2006年（平成18年）
  - 3月15日：6000系が運用開始
  - 11月25日：3000系の運用終了
- 2007年（平成19年）3月6日：ワンマン運転開始
- 2010年（平成22年）3月6日：ダイヤ改正。影森駅に終日停車開始。平日は夕方1本を除きすべて影森駅発着になる
- 2013年（平成25年）3月16日：ダイヤ改正。平日の羽生 - 熊谷間が1往復に減少、影森 - 三峰口間の運転がなくなる。
- 2018年（平成30年）10月1日：ダイヤ改正。平日の羽生 - 熊谷間の運転がなくなる。
- 2020年（令和2年）
  - 4月13日：新型コロナウイルス感染症（COVID-19）拡大による緊急事態宣言発令に伴う乗客数大幅減のため、この日より全列車が運休となる[4]。
  - 6月1日：この日より一部列車の運行再開[5]。
- 2021年（令和3年）3月13日：ダイヤ改正。運行本数を削減（平日6往復→4往復、土休日5往復→4往復）。土休日の羽生 - 熊谷間および影森 - 三峰口間（上り）の運行がなくなる。
- 2022年（令和4年）
  - 3月12日：PASMO導入を記念し、この日より全列車・全区間で急行料金不要となる[6][7]。
  - 10月1日：ダイヤ改正。平日4→2往復、土休日4→1往復に削減。影森 - 三峰口間の運転が消滅[8]。新規にふかや花園駅に停車。
- 2023年（令和5年）
  - 3月18日：土休日の下りに限り全線通し運用が復活。上りは影森 → 羽生の運用となるほか、平日は引き続き熊谷 - 影森間の運転となる[9]。
  - 3月31日：この日をもって急行料金不要の措置を終了[10]、翌日より再び特定区間を除いて急行券が必要となる。
- 2025年（令和7年）3月15日：ダイヤ改正に伴い、平日・土休日とも3往復に増発、土休日の影森 - 三峰口間（上り）の運行を再開。